# Ame ga furu
Ame ga furu (雨が降る? lett. "Sta piovendo") è un brano musicale di Maaya Sakamoto, pubblicato come singolo il 29 ottobre 2008. Il brano è stato utilizzato come sigla di chiusura dell'anime Linebarrels of Iron.

## Tracce
CD singolo
1. Ame ga furu (雨が降る?) - 5:19
2. Praline (プラリネ??) - 5:13
3. Ame ga furu (w/o Maaya) (Instrumental) - 5:19
4. Praline (1+1) (Versione piano e voce) - 5:18

Durata totale: 21:09

## Classifiche
| Classifica (2008)                        | Posizione più alta |
| ---------------------------------------- | ------------------ |
| Giappone (Classifica settimanale Oricon) | 9                  |